# Fun Palace
Il Fun Palace (1961) è il più noto dei progetti dell'architetto inglese Cedric Price.

## Storia
Il Fun Palace è un edificio polifunzionale, altamente tecnologico, progettato per ospitare spettacoli di ogni genere. Fu commissionato dalla regista di teatro Joan Littlewood. 
« Stiamo costruendo un giocattolo a breve scadenza nel quale tutti noi possiamo realizzare la possibilità e i piaceri che un ambiente urbano del ventesimo secolo ci deve. Deve durare non più a lungo di quanto ci occorra»
L'idea di Joan Littlewood era di ridefinire l'invecchiato formalismo del teatro e delle strutture ricreative e trovare un modo per reintrodurle nella società moderna, tramite strutture non permanenti, smontabili, trasportabili e riassemblabili secondo le necessità locali. Questo programma Price doveva tradurlo in strutture fisiche e definì un edificio strutturato come un kit di assemblaggio: prima di tutto si stende sul terreno un piano contenente diverse strutture; su questo piano sono posizionate a vari livelli torri a traliccio collegate mediante corridoi mobili; pareti, soffitti e pavimenti mobili formano gli spazi ricreativi; sopra questi corre la gru a ponte che li riassembla e ricombina ogni volta in formazioni diverse.
Sono la massima flessibilità e la massima indeterminatezza che mettono il progetto su un piano di massima funzionalità, più che di spazi e funzioni il Fun Palace si configura come luogo di attività potenziali.
Il progetto non trovò dei finanziatori e non venne realizzato. Tuttavia l'innovazione introdotta nel dibattito culturale divenne seminale per le successive generazioni di architetti.

## Influenza
Chi raccoglie le specifiche sollecitazioni del progetto è un gruppo di giovani architetti inglesi riuniti sotto il nome di Archigam.Sarà preso a modello più tardi, nel 1971, dal gruppo dei giovanissimi Renzo Piano, Richard Rogers e  Gianfranco Franchini per il concorso del Plateau Beaubourg Centre Paris, poi realizzato col nome di Centro Pompidou.